# 北海道銀行
株式会社北海道銀行（ほっかいどうぎんこう、英: The Hokkaido Bank, Ltd.）は、北海道札幌市中央区に本店を置く第一地方銀行（いわゆる戦後地銀）である。通称は道銀（どうぎん）。北陸銀行とともにほくほくフィナンシャルグループの傘下にある。キャッチフレーズは「どさんこバンク」。

## 概要
北海道の産業育成や地方経済活性化を期待して道内の商工業者を中心に設立され、第二地方銀行である北洋銀行に次ぐ道内第2位の地方銀行として、戦後の北海道経済に大きな役割を担っている。現在も道内を中心とした支店、営業網を持つ。
2010年12月末に、預金量が創業以来初めて4兆円に達したことが発表された。
1998年以前は道内所在の地方銀行としては最大手であった。しかし1998年、道内最大の金融機関であった北海道拓殖銀行（都市銀行）が経営破綻したため、現在では同行の営業を譲受した北洋銀行が道内最大の地方銀行となっている。
バブル崩壊の影響で一時経営難に陥り、2000年代に入って富山県富山市に本店を置く北陸銀行との経営統合と公的資金注入を経て経営を再建した。その後、設立以来初の同行出身（プロパー）頭取の就任、個人向けに特化した新店舗の開設（2008年10月）などの経営改革を進めている。
また、経済産業省によって2017年度から2024年度まで、7年連続で健康経営優良法人（ホワイト500）に認定されている。

## 歴史
旧・北海道銀行（現在の北海道銀行とは無関係）は、1891年（明治24年）札幌に設立された屯田銀行と1894年（明治27年）に余市町で設立された余市銀行（後の小樽銀行）を母体とする。後の合併により、北海道商業銀行となるが、第二次世界大戦中の金融統制（一県一行主義）により北海道拓殖銀行（拓銀）に統合されて消滅。
現在の北海道銀行は戦後の経済復興で高まる資金需要に応えるべく、1950年（昭和25年）、旭川市で行われた全道中小企業会及び全道商工会議所大会で新銀行の設立が決議された。これに伴い、翌1951年（昭和26年）3月、株式会社北海道銀行（道銀）が発足、いわゆる戦後地銀として営業を開始した。また初代頭取には島本融が就任した。
北海道経済界においては拓銀が都市銀行として確固たる地位にあり、本州でも営業していた。これに対して北海道銀行は北陸銀行、北洋相互銀行（後の北洋銀行）、北海道相互銀行（後の札幌銀行）、及び道内各地にある信用金庫などともに広大な北海道各地域の経済を支える役割が期待された。
同行は高度経済成長期に順調に支店網を拡大し、1970年代には森鼻武芳頭取のもと、預金・貸付残高で地方銀行の上位10行に入るまでに成長。名実共に北海道第2位の銀行としての地盤を固めていった。しかし、この頃から顕著となりつつあった石炭産業の斜陽化から、これに代わる産業の育成が急務とされていたが、依然として公共事業に依存する北海道経済の体質が変わることはなかった。こうした実態経済の先行き不安の一方で、1980年代から加熱する不動産融資ラッシュに乗り遅れまいとする経営陣の焦りがあり、この頃から過剰な融資が目立つようになっていった。
バブル崩壊後の公共事業の削減を中心とする道内経済の停滞の中で、1997年（平成9年）には経営難にあった拓銀との合併話が持ち上がるが、道銀自体も不良債権を抱えて経営は火の車であった。このため合併話は破談となり、同年11月、拓銀は経営破綻した。
当初、大蔵省は道銀を旧拓銀の受け皿行に考えていたが、合併協議が頓挫した直後でもあり、結果的に日本銀行が推す道内第3位の北洋銀行が受け皿行に決まった経緯がある。旧拓銀の道内支店は北洋、道外支店は中央信託銀行（当時）に営業権が分割譲渡され、拓銀破綻前は取引規模で道内2位だった道銀は同3位の北洋銀行に破綻後の取引先の大半を奪われることとなった。
拓銀破綻後の道内では企業の連鎖倒産が相次ぎ失業率も上昇、景気もどん底であった。道銀も多額の不良債権を抱え、1999年（平成11年）3月には自己資本比率が僅か3%台にまで落ち込んだ。拓銀の二の舞だけは避けたい道内企業が約537億円の増資を引き受け、金融監督庁による早期是正措置を受けて翌2000年（平成12年）には約450億円の公的資金の注入を受けることで最悪の事態は避けられた。その後、不良債権の最終処理にあたっては、2002年（平成14年）9月、本店ビルと敷地を将来の再開発を前提で、平和不動産へ売却した。この間、1991年（平成3年）から平成14年までの実に12年間にわたり、総額6027億円もの不良債権を処理した。2003年（平成15年）3月期に約550億円の赤字決算となったが、以後は徐々に業績は持ち直した。
2004年（平成16年）9月、北陸3県および道内を地盤とする北陸銀行を傘下に持つほくぎんフィナンシャルグループと経営統合を行い、ほくほくフィナンシャルグループを設立。北陸銀との重複支店の譲受などで経営の立て直しが行われた。2012年（平成24年）10月1日には、シンクタンク子会社として道銀地域総合研究所を設立。調査・研究の受託や、株式公開支援を行うとしている。
現在、道内に132の支店・出張所を持ち、道外にも東京支店（東京都中央区）と仙台支店（仙台市青葉区）の2店舗がある。後に東京支店は北陸銀行東京支店の室町中央ビル9・10Fへ移転し、仙台支店も荘内銀行の協力で同行仙台支店のある荘銀ビル6Fへ移転し、いずれも空中店舗に再編されている。2013年3月には北海道新幹線開業（新函館北斗駅まで）による経済交流促進や、東日本大震災・福島第一原子力発電所事故の北海道内への避難者支援を目的に、七十七銀行や東邦銀行、岩手銀行など東北地方地銀10行（既にATM無料化で提携済の荘内銀行、秋田銀行、みちのく銀行を含む）と業務提携を締結した。
自治体の指定金融機関としては、士別市や広尾町など1市13町で道銀を指定している。また、札幌市は6事業会計の出納取扱金融機関に道銀を指定している。

## 沿革
旧・北海道銀行
- 1891年（明治24年） - 屯田銀行設立。
- 1894年（明治27年） - 余市銀行設立。
- 1897年（明治30年） - 余市銀行が小樽に移転、小樽銀行と改称。
- 1898年（明治31年） - 屯田銀行が小樽に移転、北海道商業銀行と改称。
- 1903年（明治36年） - 小樽銀行が北海道商業銀行を吸収合併、北海道銀行と改称。
- 1928年（昭和3年） - 百十三銀行を吸収合併。
- 1940年（昭和16年） - 北海道殖産銀行（栗山村）、北海道商工銀行（小樽市）、泰北銀行（小樽市）を吸収合併[10]。
- 1944年（昭和19年） - 戦時金融統制により北海道拓殖銀行に吸収合併（消滅）。

北海道銀行
- 1951年（昭和26年）3月3日 - 札幌での創立総会で、「北海道に根差した銀行」の設立が決議される。
- 1951年（昭和26年）3月5日 - 戦後地銀として、株式会社北海道銀行を設立（同年3月12日に開業）。
- 1956年（昭和31年）3月 - 東京支店開設。
- 1962年（昭和37年）5月 - 札幌証券取引所に上場。
- 1966年（昭和41年）2月 - 大阪支店開設。
- 1969年（昭和44年）8月 - 仙台支店開設。
- 1985年（昭和60年）10月 - 東証第二部市場に上場。
- 1987年（昭和62年）9月 - 東証第一部市場に銘柄指定替え。
- 1988年（昭和63年）4月 - 米国にニューヨーク支店開設（ - 1996年（平成8年）6月）。
- 1992年（平成4年）9月18日 - 青森支店（青森県青森市）閉店[11]。
- 1993年（平成5年）6月 - 仙台支店を宮城野区に移転。
- 1997年（平成9年）- 青山支店（東京都港区）を廃止し、新宿支店へ業務継承。
- 1998年（平成10年）新宿支店を廃止し、東京支店へ業務継承。
- 1998年（平成10年）10月 - 取引優遇サービス「ステップDo」開始。
- 1999年（平成11年）八戸支店（青森県八戸市）を廃止。
- 1999年（平成11年）11月15日 - テレホンバンキング（テレバン）開始。
- 2002年（平成14年）3月 - 道銀カードとの提携による「道銀キャッシュ・クレジットカード」の発行を開始。
- 2002年（平成14年）5月24日 - 北陸銀行（富山県）と業務提携で合意、
- 2002年（平成14年）7月 - 業務提携の一環で北陸銀行とATM共同利用を開始。
- 2003年（平成15年）5月23日 - 北陸銀行と持株会社方式による経営統合に合意。
- 2004年（平成16年）9月1日 - ほくほくフィナンシャルグループの完全子会社となる。
- 2005年（平成17年）2月14日 - 東京支店を、北陸銀行東京支店のビル内に移転（室町中央ビル9・10F）。
- 2005年（平成17年）4月15日 - 大阪支店を、北陸銀行大阪支店に実質的に統合。北陸銀行網走支店の廃止に伴い、当行網走支店に業務継承。
- 2006年（平成18年）7月18日 - 勘定システムの共同化に伴い、横浜銀行とATM共同利用を開始。
- 2006年（平成18年）8月 - 中国に瀋陽駐在員事務所を開設。
- 2007年（平成19年）5月28日 - 仙台支店の荘銀ビル6Fへの移転（ATM廃止）と同時に、荘内銀行（山形県鶴岡市）とATM共同利用を開始。
- 2007年（平成19年）12月17日 - 道銀ダイレクトサービスを開始（テレホン、インターネット、モバイルの各サービスを統合）。
- 2008年（平成20年）10月27日 - ICキャッシュカード発行開始。生体認証は、指静脈認証を採用。
- 2009年（平成21年）1月 - 全ATMのIC化完了（他行幹事の共同ATM及び自行管理のコンビニATMは除く）。
- 2010年（平成22年）4月5日 - みちのく銀行（青森県）とATM共同利用を開始。
- 2010年（平成22年）9月17日 - 帯広畜産大学との包括連携協定を締結。
- 2011年（平成23年）5月6日 - 勘定系システムを「MEJAR」へ移行（同じほくほくFGの北陸銀行と同時）し、平日以外もATMで定期預金の入金や記帳が可能になる。
- 2011年（平成23年）11月28日 - コンビニATMの24時間サービス提供開始。
- 2012年（平成24年）3月1日 - 釧路支店受託の秋田銀行旧釧路支店の払戻終了に伴い、同行とATM共同利用を開始。
- 2012年（平成24年）10月1日 - シンクタンク子会社として、道銀地域総合研究所を設立。
- 2013年（平成25年）3月1日 - 無通帳web普通預金口座「スマートLeaf」の取扱開始。
- 2013年（平成25年）3月13日 - 北海道新幹線開業に備えた東北地方との経済交流拡大や、東日本大震災・福島第一原子力発電所事故の道内避難者支援などを目的に、七十七銀行・東邦銀行・岩手銀行など東北地銀10行と個別に業務提携を締結（名称は「東北・北海道地区交流促進地銀連携事業」）。
- 2013年（平成25年）5月20日 - 同上の一環で、東邦銀行（福島県）とATM共同利用を開始（東北・北海道地区交流促進地銀連携事業）。
- 2013年（平成25年）10月7日 - 経済交流促進の一環で、青森銀行とATM共同利用を開始（東北・北海道地区交流促進地銀連携事業）。
- 2013年（平成25年）11月18日 - 個人カード利用者向け簡易インターネットバンキングサービス（取引照会用）開始。
- 2014年（平成26年）1月28日 - 千葉銀行、福岡銀行など大手地銀9行と地域再生・活性化ネットワークに関する協定書を締結[12][13][14]。
- 2014年（平成26年）3月18日 - ロシアにウラジオストク駐在員事務所を開設。
- 2014年（平成26年）3月31日 - 北洋銀行や道内信用金庫・組合等と共同で、事業再生ファンドの北海道オールスターワン投資事業有限責任組合を設立。
- 2014年（平成26年）8月18日 - 道銀総研と共に、日本体育大学と「知的障害者特別支援教育の実践を通じての社会貢献等に関する包括連携協定」を締結。
- 2014年（平成26年）8月29日 - 北都銀行と共同で、石狩市の風力発電事業に5億円の協調融資を実行すると発表[15][16]。
- 2015年（平成27年）9月1日 - 道内の14信用金庫、3信用組合、北海道ベンチャーキャピタルと共同で、ほっかいどう地方創生ファンドを設立[17][18]。
- 2017年（平成29年）12月4日 - 職員の心身の健康保持・増進を図り、健康経営を一層推進すべく「健康経営宣言」を制定[19]。
- 2018年（平成30年）6月19日 - 大学生と道内企業の協力の場である「ヨノナカテラス」事業開始を発表[20]。
- 2019年（令和元年）6月24日 - 釧路信用金庫とのATM相互無料提携を開始[21][22][23]。
- 2019年（令和元年）9月2日 - 遠軽信用金庫とのATM相互無料提携を開始[24][25][26]。
- 2019年（令和元年）9月25日 - 鷹栖町と株式会社三友システムアプレイザルとの間で「空き家対策に関する連携協定」を締結[27]。
- 2019年（令和元年）10月1日 - 渡島信用金庫および北空知信用金庫とのATM相互無料提携を開始[28][29][30][31]。
- 2020年（令和2年）6月4日 - 恵庭市に本社を置くHAL GREENに対し、7月1日から経営支援することを発表[32]。
- 2020年（令和2年）7月10日 - 2017年12月4日に制定した「健康経営宣言」を改訂[33]。
- 2020年（令和2年）7月30日 - 月形町との「地方創生に関する包括連携協定」を締結[34]。
- 2020年（令和2年）9月4日 - 厚生労働省から、仕事と子育ての両立支援に取り組む優良な子育てサポート企業に授与される「くるみん認定」を取得[35]。
- 2021年（令和3年）2月9日 - 芽室町、ダイワテックと共同で「災害時協定」を締結[36]。
- 2021年（令和3年）3月4日 - 北海道銀行のコーディネートにより、とかち河田ファームの規格外農産物が帯広市のおびひろ動物園に継続的に提供されることとなる[37]。
- 2021年（令和3年）6月25日 - 笹原晶博頭取が会長に退き、後任には兼間祐二常務が昇格[38]。
- 2021年（令和3年）11月1日 - 北見信用金庫とのATM相互無料提携を開始[39][40][41]。
- 2022年（令和4年）3月9日 - 経済産業省が公表した「GX リーグ基本構想」への賛同を発表[42]。
- 2022年（令和4年）4月1日 - 留萌信用金庫とのATM相互無料提携を開始[43][44]。
- 2022年（令和4年）7月1日 - 室蘭信用金庫とのATM相互無料提携を開始[45]。
- 2022年（令和4年）8月8日 - 北海道信用金庫との共同窓口を北海道信用金庫寿都支店内に設置した。
  - 全国の信用金庫で初めての銀行との共同窓口。この共同窓口設置により当行寿都支店は当行岩内支店内に移転し、当行寿都支店ATMは廃止。代わりに北海道信用金庫寿都支店に当行ATMを設置し、当行キャッシュカード利用時の寿都郵便局ATMの手数料を無料化した[46][47][48]。
- 2022年（令和4年）11月7日 - 伊達信用金庫との共同窓口を伊達信用金庫虻田支店内に設置した。
  - この共同窓口設置により当行洞爺支店は当行伊達支店内に移転し、当行洞爺支店ATMは廃止。代わりに伊達信用金庫虻田支店内に当行ATMを設置し、当行キャッシュカード利用時の虻田郵便局ATMの手数料を無料化した[49][50][51]。また、伊達信用金庫とのATM相互無料提携も開始した[52][53]。
- 2022年（令和4年）11月21日 - 道南うみ街信用金庫とのATM相互無料提携を開始[54][55]。
- 2023年（令和5年）4月3日 - 遠軽信用金庫との共同窓口を遠軽信用金庫中湧別支店内に設置した。
  - この共同窓口設置により当行中湧別支店は当行北見支店内に移転し、当行中湧別支店ATMは廃止。代わりに遠軽信用金庫中湧別支店内に当行ATMを設置し、当行キャッシュカード利用時の中湧別郵便局ATMの手数料を無料化した[56][57][58]。
- 2023年（令和5年）7月3日 - 留萌信用金庫との共同窓口を留萌信用金庫羽幌支店内に設置した。
  - この共同窓口設置により当行羽幌支店は当行留萌支店内に移転し、当行羽幌支店ATMは廃止。代わりに留萌信用金庫羽幌支店内に当行ATMを設置し、当行キャッシュカード利用時の羽幌郵便局ATMの手数料を無料化した[59][60][61][62]。
- 2023年（令和5年）10月2日 - 天塩郵便局内に共同窓口を設置した。
  - この共同窓口設置により当行天塩支店は当行稚内支店内に移転し、当行天塩支店ATMは廃止。当行キャッシュカード利用時の天塩郵便局ATMの手数料を無料化した[63][64]。
- 2024年（令和6年）4月 - 道銀ビルディングの建て替えに伴い、本店営業部等が近隣のビルに仮移転。
- 2024年（令和6年）7月23日 - セイコーマートに直営ATM「道民のATM」設置開始[65]｡
- 2024年（令和6年）11月6日 - 伊達信用金庫虻田支店の共同窓口の営業を終了。なお伊達信用金庫虻田支店の当行ATMは存置[66]。
- 2024年（令和6年）11月11日 - 道南うみ街信用金庫との共同窓口を道南うみ街信用金庫木古内支店内に設置した。
  - この共同窓口設置により当行木古内支店は当行函館支店内に移転し、当行木古内支店ATMは廃止。代わりに道南うみ街信用金庫木古内支店内に当行ATMを設置し、当行キャッシュカード利用時の木古内郵便局ATMの手数料を無料化した[67][68]。
- 2025年（令和7年）8月7日 - 北海道信用金庫寿都支店の共同窓口の営業を終了する予定。なお北海道信用金庫寿都支店の当行ATMは存置[69]。

## サービス

### 地銀ATM共同利用提携（相互無料開放）
個人・法人カードにて北陸銀行、横浜銀行、荘内銀行（山形県）、青森みちのく銀行、秋田銀行、東邦銀行（福島県）、岩手銀行、沖縄銀行の地銀8行及び道内10信用金庫・4信用組合の計22行とATM共同利用提携を締結しており、22行ATMでの道銀のカード出金は平日時間内は手数料が徴収されない。地銀8行との提携で東北地方・北陸地方・東名阪・沖縄県でのカード出金の利便性が向上している。

### コンビニATMサービス
セブン銀行以外の提携コンビニエンスストアATMでのカード入金は24時間終日無料で対応可能であった（法人カードも利用可能）。しかし、同行でのカード入金取り扱いが開始された2024年7月15日からはイーネット・ローソン銀行でのカード入金も要手数料となった。また、2011年5月からは全てのコンビニATMでICカード対応を開始している。
2024年7月よりセイコーマートにて自行直轄の「道民のATM」設置を開始した。それまではBankTimeを設置していたが、同年度を以てサービス終了となるため転換された。

### 道銀ダイレクトサービス
個人向けに基本手数料が無料で提供される道銀ダイレクトサービス（テレホンバンキング・インターネットバンキング・モバイルバンキング）が取り扱われている。テレホンバンキングによる「残高照会」「取引明細照会」は同サービスに申し込みを行わなくても可能である上、キャッシュカード非契約口座の照会も可能となっている。ただし、定期預金取引はモバイルバンキングでは不可能。2013年11月18日からは個人キャッシュカード利用者向けで、取引照会専用の簡易インターネットバンキングも開始した。

### 無通帳web口座「スマートLeaf」
2013年3月1日から通帳を発行しないweb口座「スマートLeaf」の取扱いを開始した。道銀ダイレクトサービスの契約が必須ではあるが、通帳からの切替も取引店または最寄の本支店において可能である。一義的にはキャッシュカードを用いてATM（道銀、共同利用地銀7行、コンビニATM）で取引を行う。これにより、通帳記帳・繰越のための来店が不要になるため、広大な道内ゆえに店舗網が薄い地域や東京支店・仙台支店の利用者の利便性が大きく向上する。対象カードは通常のキャッシュカードの他にクレジットカードと一体型の「道銀キャッシュ・クレジットカード」「道銀キャッシュ・クレジットカードKitaca」でも可能となっている。
さらに2014年3月17日からはシステム改良により、既に普通預金口座のみ開設済みの場合でも定期預金の新規口座開設がダイレクトサービス画面上できるようになったほか、来店不要で同画面上での総合口座通帳・普通預金通帳からの無通帳化への切り替え手続きも可能になっている。

## 情報処理システム
北海道銀行における情報処理システムは、1971年（昭和46年）6月、電電公社と共に構築したシステムが稼働したことに端を発し1976年（昭和51年）7月には事務企画部、電電公社、各営業店による三位一体の準備を経て生まれた総合オンラインシステムが稼働した。また1983年（昭和58年）10月には、地銀各行が1985年（昭和60年）以降、順次導入する第三次オンラインシステムを上回る処理力を誇る第二次オンラインシステムが稼働した。さらに、1990年（平成2年）10月にはシステム部門と事務管理部門の一元化を図るべく、白石区東札幌に総合事務センターである「東札幌道銀ビル」が竣工した。そして翌年3月には道銀、NTTデータ通信、富士通による三者共同方式で進められ、237億円の巨費を投じたシステムが情報系で稼働し、1993年（平成5年）1月には第三次オンラインが全面稼働となった。
その後道銀は、2007年（平成19年）5月移行を目指しNTTデータ地銀共同センターへの参画を表明するも、北陸銀との経営統合が実現し事務の効率化が喫緊の課題となっていたこともあり、同センター移行の基本契約に至らず、横浜銀行の提案による道銀、北陸銀、浜銀とNTTデータによる業界最大規模となる共同システム化を目指すことになり、2005年（平成17年）11月、共同開発で合意した。このシステムは「MEJAR」と呼称され、2011年（平成23年）5月6日、道銀と北陸銀は同システムに同時移行した。

## 支店・営業拠点網
ブランチインブランチ
合理化の一環で以下の店舗でブランチインブランチ（店舗内店舗）が導入されている。
- 中央支店 - 本店営業部内（札幌市中央区）
- 西野二股出張所 - 西野支店内（札幌市西区）
- 光星出張所 - 札幌駅北口支店内（札幌市北区）
- 札幌駅前支店 - 札幌駅北口支店内（札幌市北区）
- 入船支店 - 小樽支店内（小樽市）
- 寿都支店 - 岩内支店内（岩内町）
- 東室蘭支店 - 室蘭支店内（室蘭市）
- 洞爺支店 - 伊達支店内（伊達市）
- 神楽支店 - 旭川支店内（旭川市）
- 銀座通支店 - 豊岡支店内（旭川市）
- 天塩支店 - 稚内支店内（稚内市）
- 羽幌支店 - 留萌支店内（留萌市）
- 中湧別支店 - 北見支店内（北見市）
- 鳥取支店 - 釧路支店内（釧路市）

道外支店
- 東京支店 - 東京都中央区日本橋室町（日本橋室町三井タワー5階）
- 仙台支店 - 宮城県仙台市青葉区中央（荘銀ビル6階）

海外駐在員事務所
道銀は1988年にニューヨーク支店を開設したのを始め、ロンドンに駐在員事務所、香港に駐在員事務所と現地法人を開設していたが、1996年にすべて撤退。2006年に海外拠点を再び開設する。
2006年8月の中華人民共和国瀋陽駐在員事務所を開設を皮切りに、2009年にはロシア連邦サハリン州ユジノサハリンスク市に駐在員事務所を開設。極東ロシアにおける法人の進出を支援しているほか、同市と経済協力協定を締結しているが、2023年3月をもって閉鎖した。また2013年3月18日には、ウラジオストク市にも駐在員事務所を開設した。

## ギャラリー
同行の各支店等の一例（3桁の数字は店番号）。

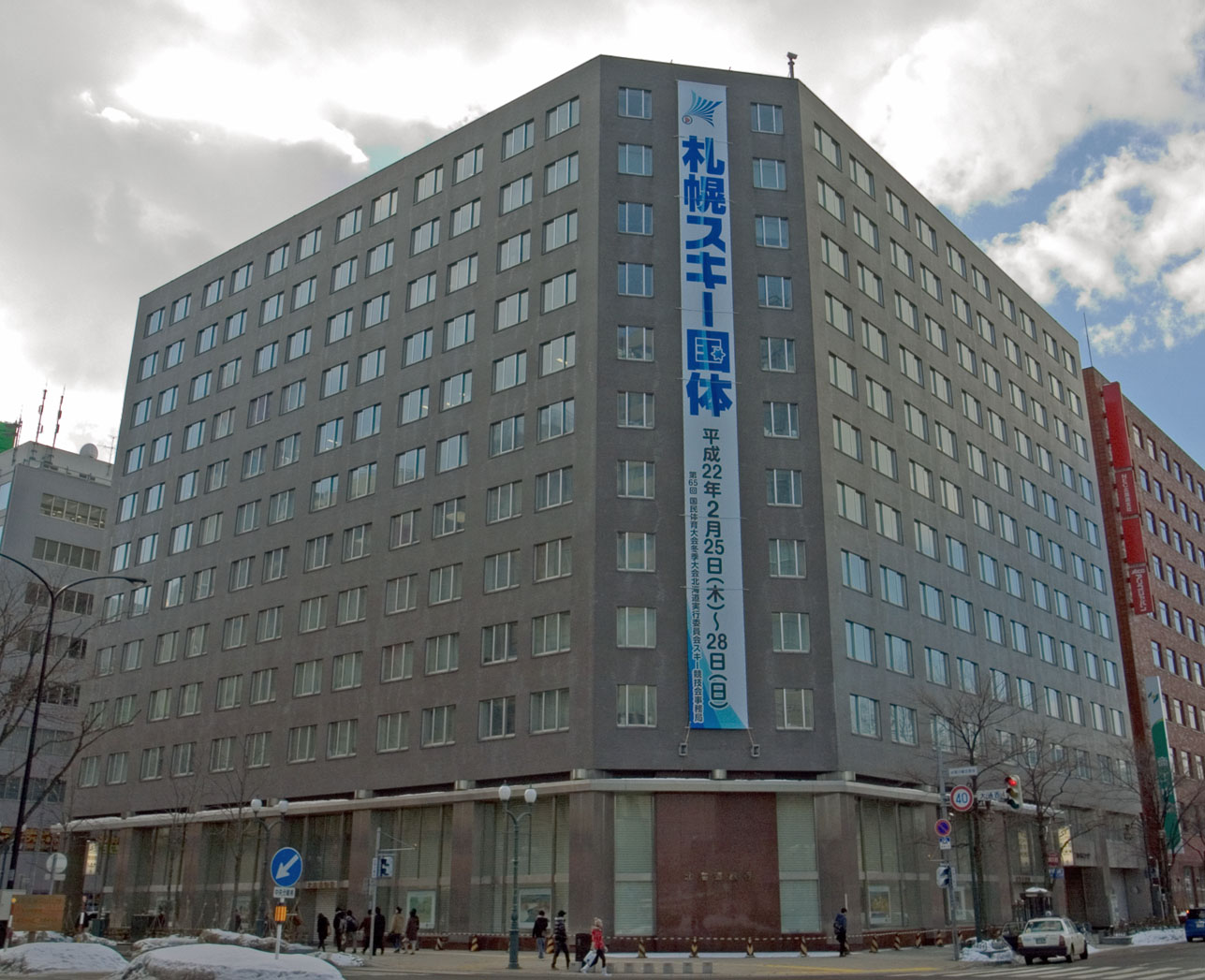
道銀ビルディング（札幌市中央区）
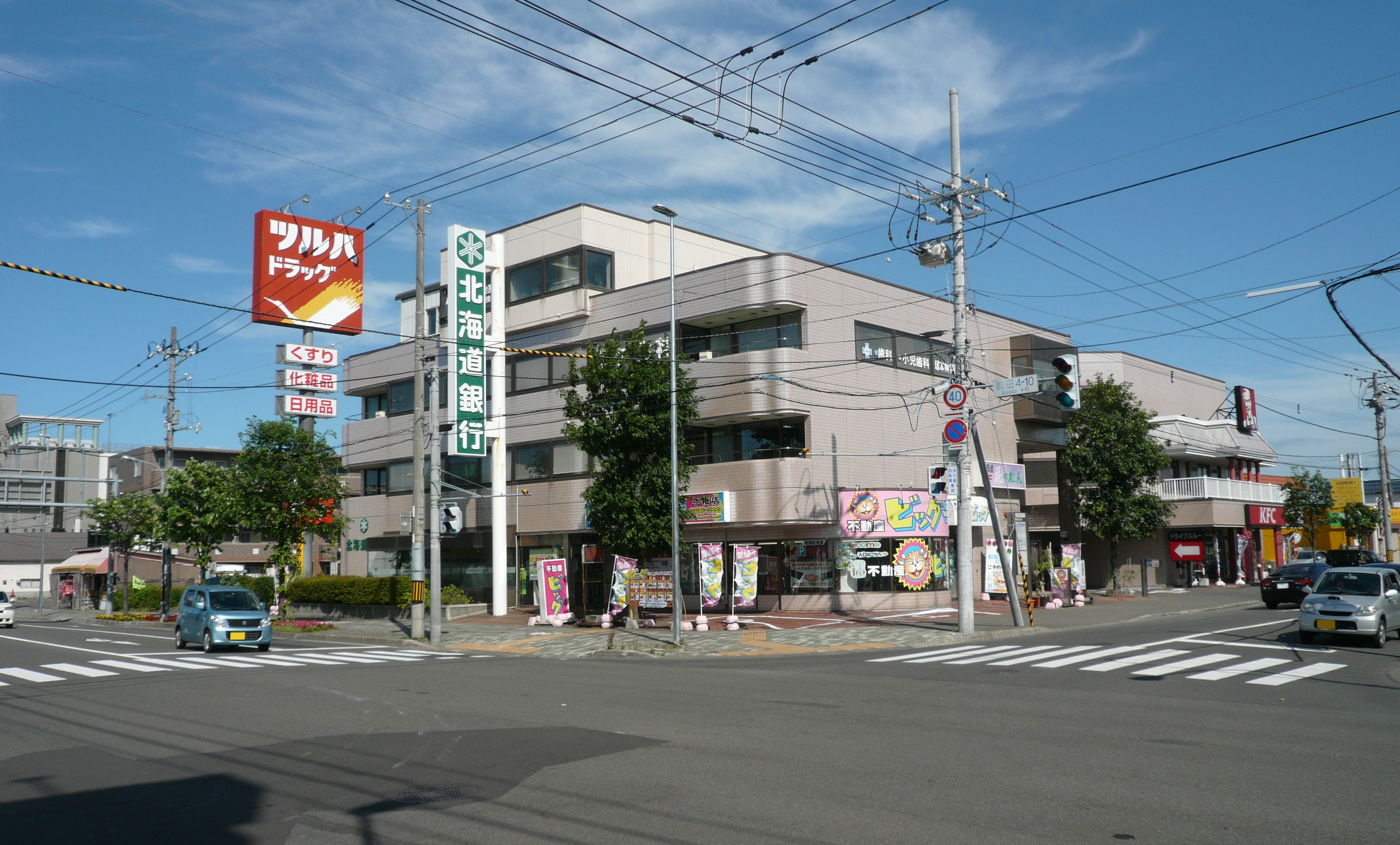
手稲支店：164 （札幌市手稲区、タケシンスクエアビル1階）
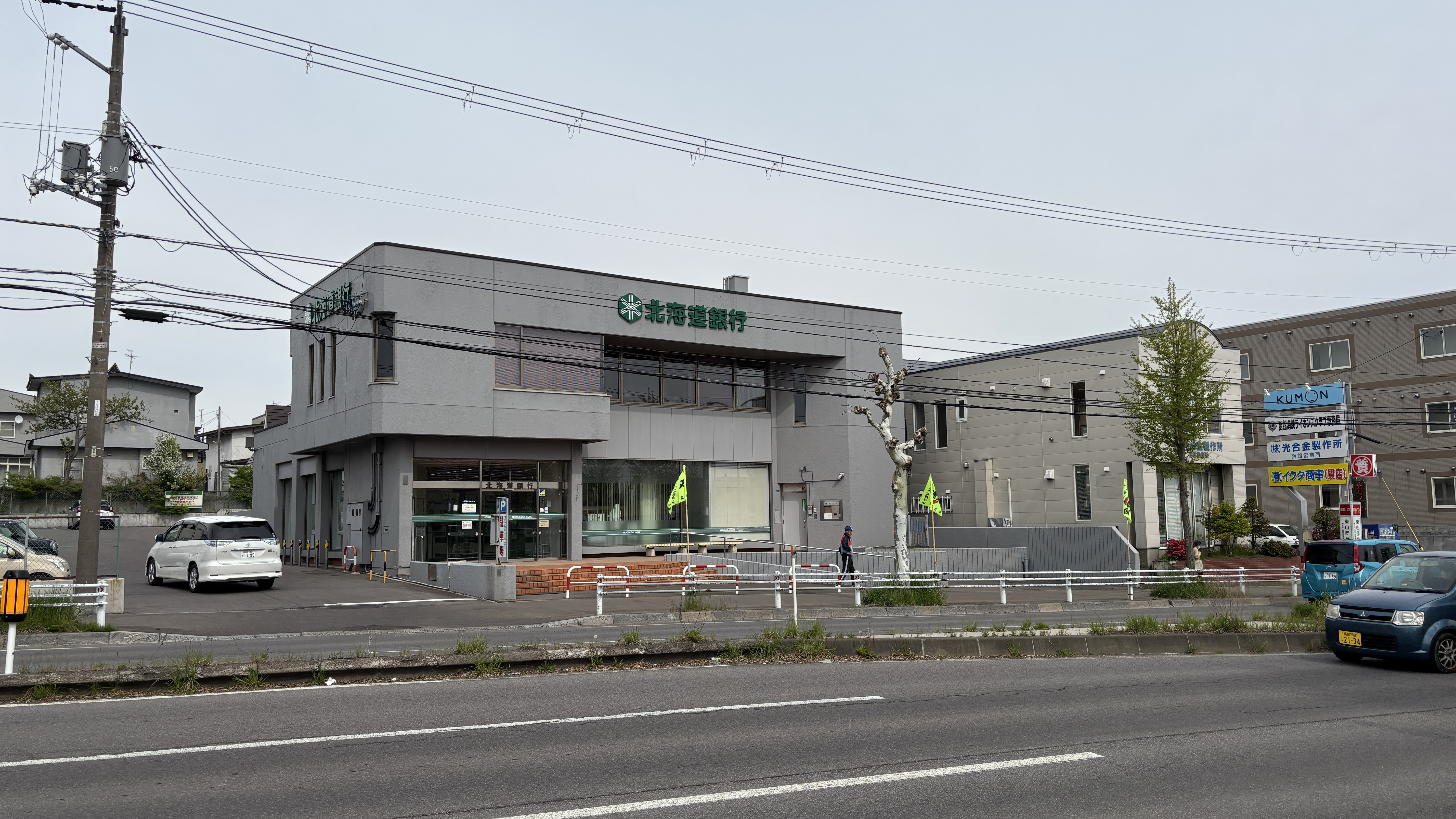
東山支店：209 （函館市、標準看板とは異なるデザインの店舗例。ただし、2013年11月店舗建替えにより現在は標準看板）
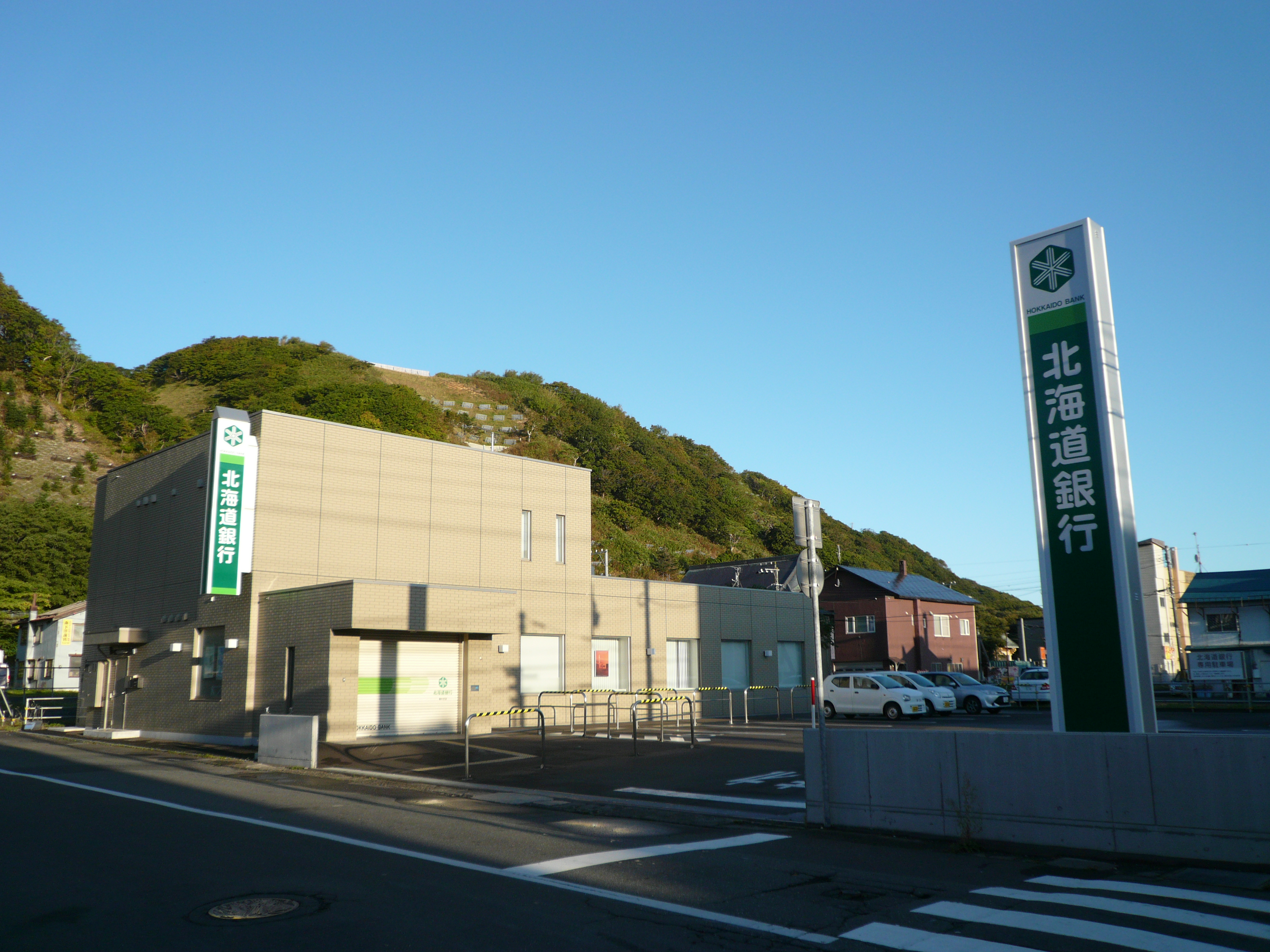
稚内支店:801 （稚内市）
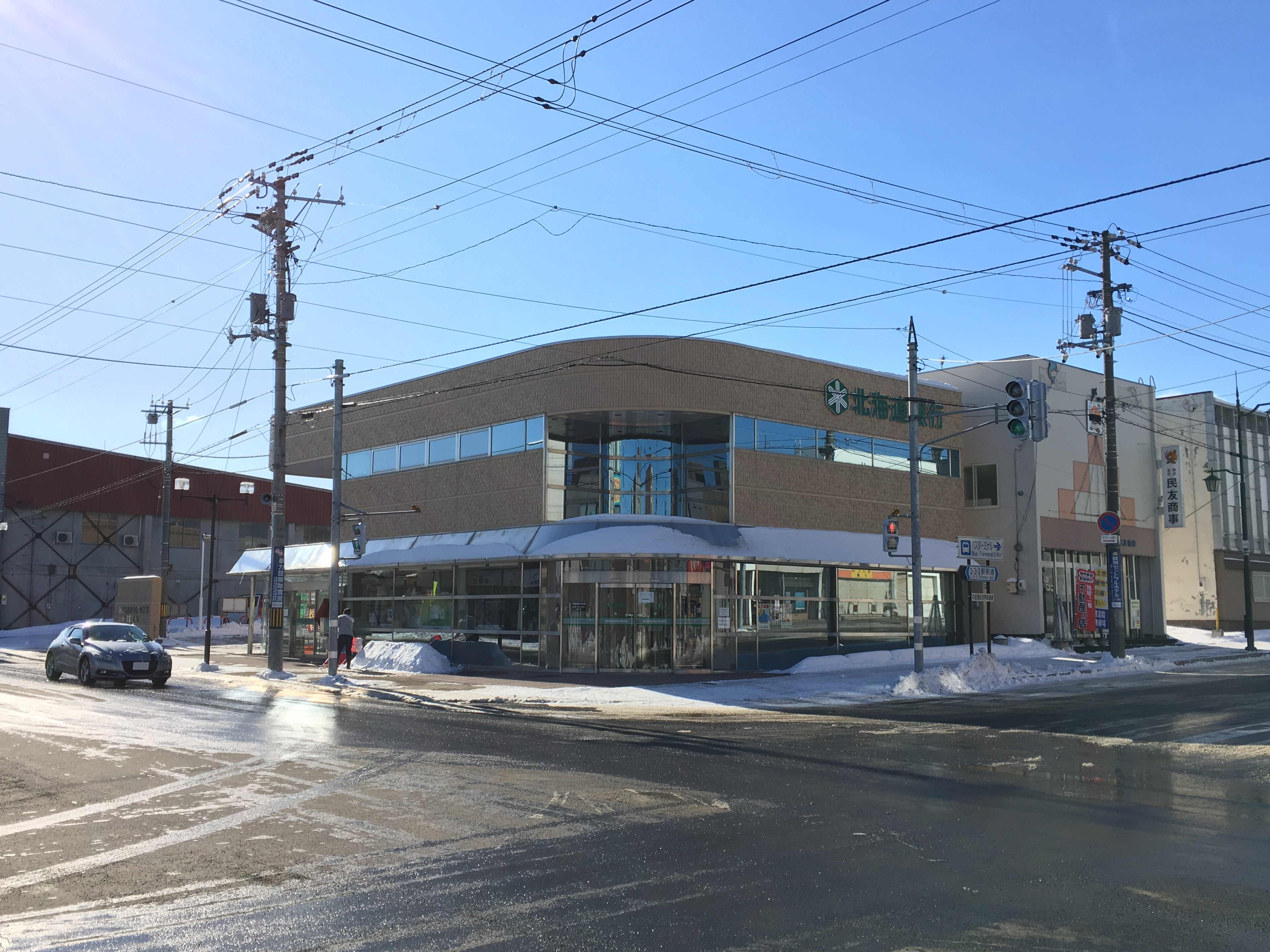
紋別支店：905 （紋別市）
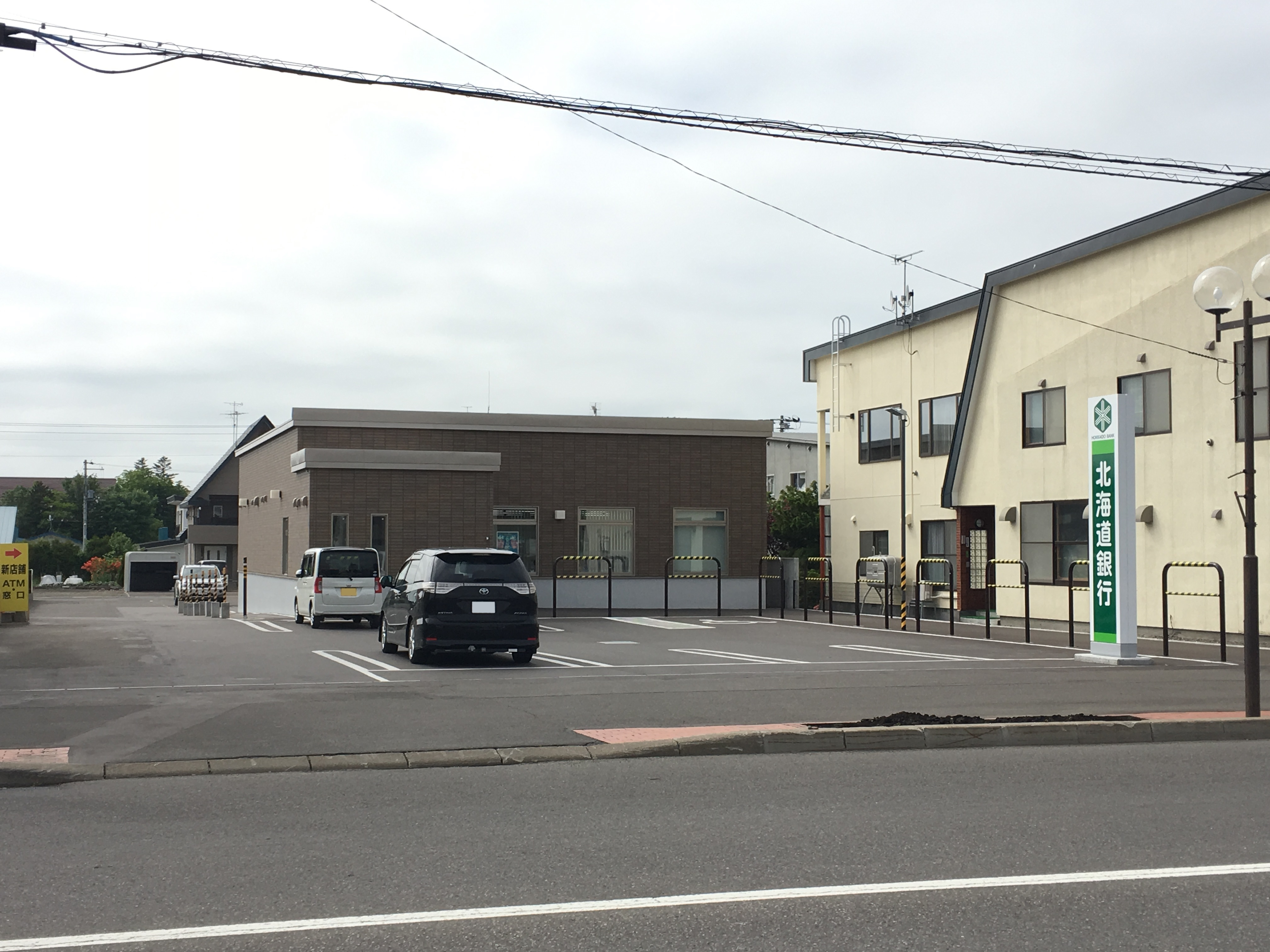
中湧別支店：906 （紋別郡湧別町）
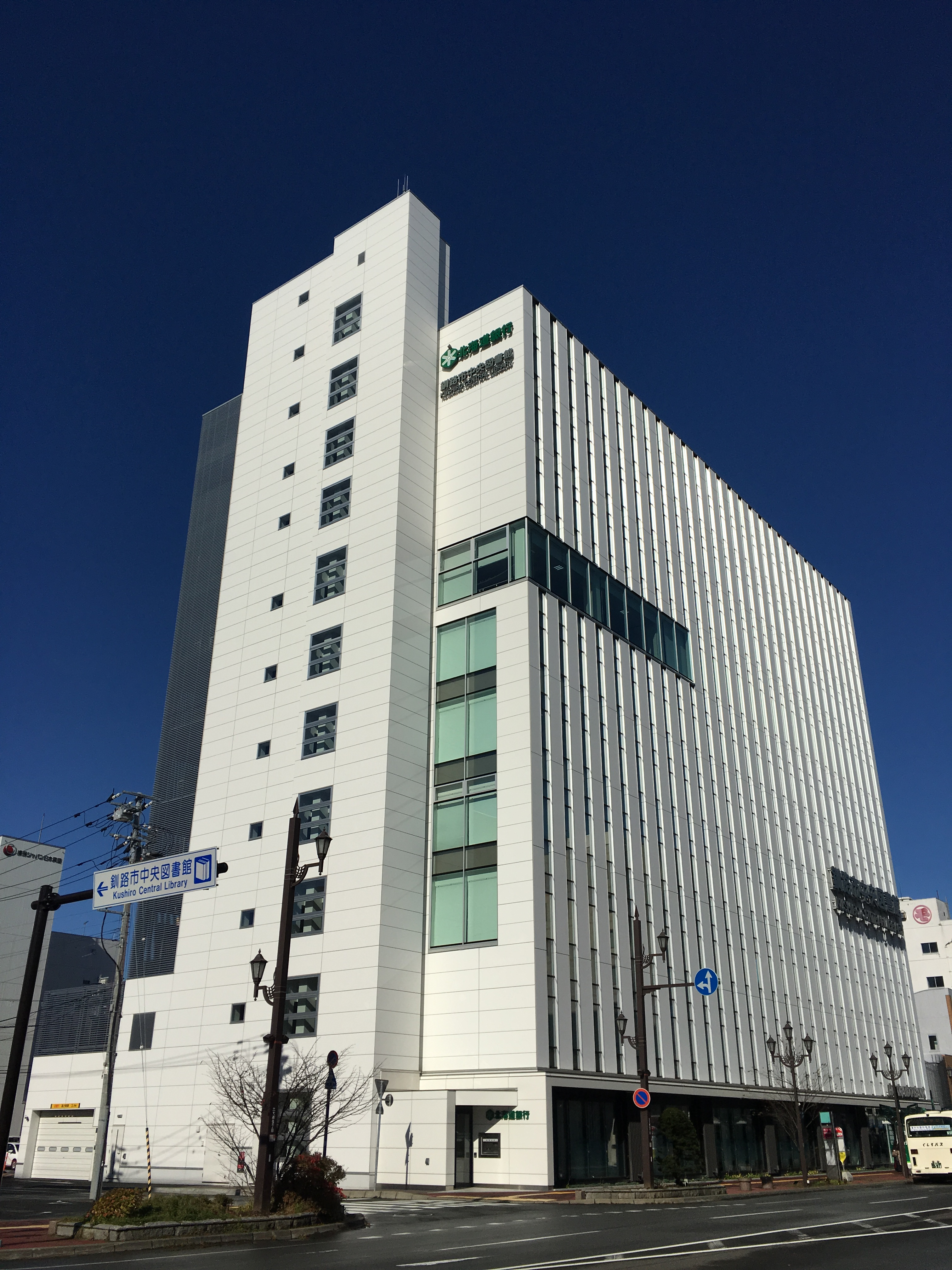
釧路支店：920 （釧路市、新釧路道銀ビル1-2階）
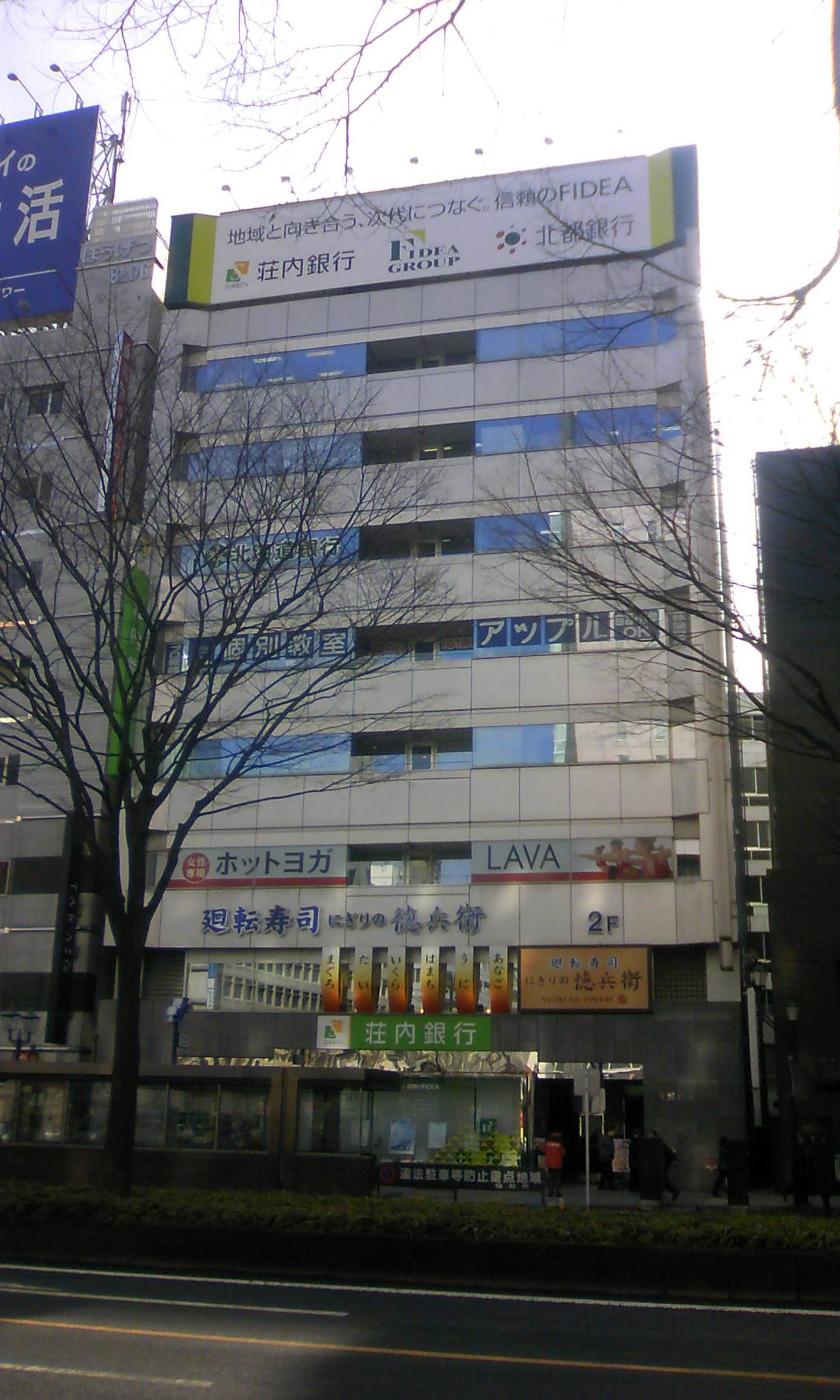
仙台支店：983 （仙台市、荘銀ビル6階）

## 不祥事
- 2019年2月 - 札幌市内営業店の女性行員（20代）が店内金庫への現金収納時に現金 100 万円を抜き取り着服した。女性行員は懲戒解雇処分[81][82]。
- 2019年12月13日 - 小樽支店の男性行員（20代）が顧客宅を訪問した際、入金依頼された現金95,000円を預かり証を発行せずに受け取り、着服した。男性行員は懲戒解雇処分[83]。
- 2019年12月30日 - 札幌市内営業店の女性行員（40代）が2018年6月から2020年10月の期間、店内にある金庫機能付現金出納機から複数回にわたり現金総額 611 万円を着服した。女性行員は2020年11月26日付で懲戒解雇処分[84][85]。
- 2020年8月11日 - 総合事務部事務センターの男性行員（50代）が2019年12月30日から2020年8月7日の間に、30回に渡り贈与契約に基づく支払・入金の事務処理を装い伝票を偽造し、7名の顧客から合計1,620万円を不正に払出し、内1,300万円を男性行員の家族名義口座に入金し、借入返済を含めた生活費に利用。男性行員は2020年8月26日付で懲戒解雇処分[86][87]。

## 芸術・文化活動
北海道銀行のメセナ活動（芸術・文化支援活動）には以下のものがある。

### 芸術活動
本店営業室後方壁面上部にあったレリーフ『大地』は、当初、栗谷川健一、北岡文雄、難波田龍起、蓑原正ら北海道ゆかりの作家にアイデアを募り下絵を描いてもらったが、最終的には、当時すでに著名な彫刻家として活躍していた北海道ゆかりの本郷新、山内壮夫、佐藤忠良に制作を依願し生まれた作品である。本店新築を機に設置され、幅41メートル、高さ3.3メートルにおよぶ。営業室は2階天井までの吹き抜けで、3方の壁面がガラス張りであるため残る1面をビルの強度の必要から強固な壁とした。『大地』は無機質になりがちなこの壁面を飾るために制作されている。2024年4月19日の本店最終営業日後、札幌市内にある道銀の施設でレリーフを分割して保管となった。
道銀文化財団
北海道銀行40周年となる1991年、北海道銀行のメセナ活動を担うために道銀文化財団は設立された。道銀芸術文化助成金による芸術家や芸術文化団体支援、道銀芸術文化奨励賞などの活動を行う。
北海道銀行本店ビルの1階に、1991年に「らいらっく・ぎゃらりい」というギャラリーを設置した。この「らいらっく・ぎゃらりい」については、2024年5月15日に新築の「ほくほく札幌ビル」（中央区大通西2）内に移転した。

### 文化活動
- どうぎんカーリングスタジアム
- フォルティウス（メインスポンサーを務めた女子カーリングチーム）
- 北海道銀行女子カーリング部
- 北海道日本ハムファイターズ（プロ野球・グランドパートナーを務める）
- エスポラーダ北海道（フットサルFリーグ・オフィシャルパートナーを務める）

## 広報活動・イメージ戦略
1991年度以降、全国銀行協会連合会の広告規制緩和などを背景として、道銀は新たなイメージ戦略を盛り込んだ広報活動を展開した。上述文化財団によるミュージカル『キャッツ』札幌公演招聘など、文化事業支援に対するイメージを継続して訴求していくことを目的に、同年8月から旭川市出身で当時、劇団四季に所属した野村玲子をイメージガールに起用し、1年間にわたって広告を展開した。劇団四季は『キャッツ』に続き野村を主役に起用したミュージカル『李香蘭』を道内主要都市で公演するが、道銀はこの公演に協賛した。
著作権者の事情から1989年7月で取り扱いを中止したフィリックスは、その後再契約が可能となったことから、1993年4月からコメットに代わる新キャラクターFelix the catとして復活し、総合口座通帳をはじめ広告物もすべてFelix the catをあしらったデザインに生まれ変わっている。
テレビCMは、全銀協が1991年1月からスポットCMを、翌年4月からは番組の提供を解禁し、道内行をはじめ多くの銀行が採用していたが、道銀は『キャッツ』の長期公演などイベントによる企業イメージおよび好感度アップを優先し、実施を見合わせていた。しかし、1998年10月の取引優遇サービス「ステップDo」の取扱い開始に当たり、初のテレビCM実施に踏み切り、その後、タカアンドトシ、太田在、ますだおかだがカードローン「ラピッド」のCMに出演した。